# 0533
0533 è il prefisso telefonico del distretto di Comacchio, appartenente al compartimento di Bologna.
Il distretto comprende la parte orientale della provincia di Ferrara. Confina con i distretti di Adria (0426) a nord, di Ravenna (0544) a sud e di Ferrara (0532) a ovest.

## Aree locali e comuni
Il distretto di Comacchio comprende 8 comuni compresi in 1 area locale, nata dall'aggregazione dei 3 preesistenti settori di Codigoro, Comacchio e Migliarino: Codigoro, Comacchio, Fiscaglia, Goro, Lagosanto, Mesola, Ostellato e Tresignana .